# جان زرزن
جان زرزن (انگلیسی: John Zerzan؛ زادهٔ ۱۹۴۳ (۸۱–۸۲ سال)) نویسنده آنارشیست اهل ایالات متحده آمریکا است.